# 1779 Paraná
1779 Paraná là một tiểu hành tinh vành đai chính với chu kỳ quỹ đạo là 1172.2059040 ngày (3.21 năm).
Nó được phát hiện ngày 15 tháng 6 năm 1950.